# الیرو
الیرو (به لاتین: Aleiro) یک سکونتگاه مسکونی در نیجریه است که در ایالت کبی واقع شده‌است.